# Мала Пясьниця
Мала Пясьниця (пол. Mała Piaśnica, нім. Klein Piasnitz) — село в Польщі, у гміні Пуцьк Пуцького повіту Поморського воєводства.